# フェイシズ (1968年の映画)
『フェイシズ』（Faces）は、1968年のアメリカ合衆国のインディペンデント映画。
ジョン・カサヴェテス監督・脚本。主演はジーナ・ローランズとジョン・マーレイ。資金はカサヴェテスの自宅を抵当に入れ、撮影と編集もその自宅にて行われた。

## 概要
スタンリー・クレイマーとの仕事の失敗により、ハリウッドの製作体制に嫌気が差したカサヴェテスはニューヨークに戻り、初心に戻るべく本作を制作した。すべてにおいて独立資本で作られ、三年を費やした本作は公開当時から高く評価され、マーレイはヴェネツィア国際映画祭 男優賞を受賞。
ハリウッドでも評価され、第41回アカデミー賞では3部門にノミネートされた。
現代ではインディペンデント映画の鑑とされるようになり、2011年にはアメリカ国立フィルム登録簿に登録されている。

## ストーリー
離婚の危機を目の前にした一組の中流アメリカ人夫婦の三十六時間を描く。

## キャスト
- ジョン・マーレイ
- ジーナ・ローランズ
- シーモア・カッセル
- リン・カーリン

## スタッフ
- 監督：ジョン・カサヴェテス
- 製作：モーリス・マクエンドリー
- 脚本：ジョン・カサヴェテス
- 撮影：アル・ルバン
- 音楽：ジャック・アッケラン

## 賞とノミネート
| 賞                                 | カテゴリー                 | 候補者               | 結果       |
| アカデミー賞                       | 助演男優賞                 | シーモア・カッセル   | ノミネート |
| アカデミー賞                       | 助演女優賞                 | リン・カーリン       | ノミネート |
| アカデミー賞                       | 脚本賞                     | ジョン・カサヴェテス | ノミネート |
| 国立映画保存委員会                 | アメリカ国立フィルム登録簿 | フェイシズ           | 受賞       |
| 全米映画批評家協会賞               | 作品賞                     | フェイシズ           | ノミネート |
| 全米映画批評家協会賞               | 主演女優賞                 | リン・カーリン       | ノミネート |
| 全米映画批評家協会賞               | 助演俳優賞                 | シーモアカッセル     | 受賞       |
| 全米映画批評家協会賞               | 脚本賞                     | ジョン・カサヴェテス | 受賞       |
| 第34回ニューヨーク映画批評家協会賞 | 作品賞                     | フェイシズ           | ノミネート |
| 第34回ニューヨーク映画批評家協会賞 | 監督賞                     | ジョン・カサヴェテス | ノミネート |
| ヴェネツィア国際映画祭             | 金獅子賞                   | ジョン・カサヴェテス | ノミネート |
| ヴェネツィア国際映画祭             | パシネッティ賞             | ジョン・カサヴェテス | 受賞       |
| ヴェネツィア国際映画祭             | 男優賞                     | ジョン・マーリー     | 受賞       |
| 全米脚本家組合賞                   | オリジナル脚本賞           | ジョン・カサヴェテス | ノミネート |